# Katoptronofilija
Katoptronofilija je parafilija koja se iskazuje kroz seksualno uzbuđenje pri pogledu ili korištenju ogledala.